# Audacity
Audacity är ett fritt ljudredigeringsprogram som kan användas på operativsystemen Linux/Unix, macOS/OS X och Microsoft Windows. Audacity är tillgängligt under GNU General Public License.
Programmet kan importera och exportera ljud i WAV- och Ogg Vorbis-format samt även i MP3-format om LAME finns installerat. Sedan version 2.3.2. är LAME inbyggt i Audacity-versionerna för Windows och macOS, men behöver fortfarande installeras separat för Linux.
Ljud kan spelas in eller spelas upp och därefter redigeras med obegränsat ångra-minne. Det finns ett stort antal inbyggda effekter och insticksmoduler.
Audacity skrevs ursprungligen av Dominic Mazzoni 1999 när han var forskarstudent på Carnegie Mellon University.
Muse Group köpte upp Audacity i april 2021, med syfte att fortsätta utvecklingen av programvaran. I juli 2021 uppdaterades användaravtalet och ger nu Muse Group tillåtelse att samla in användardata från användarna. Det sattes samtidigt en åldersgräns på 13 år för att få använda programmet.